# Cmentarz prawosławny w Wilnie

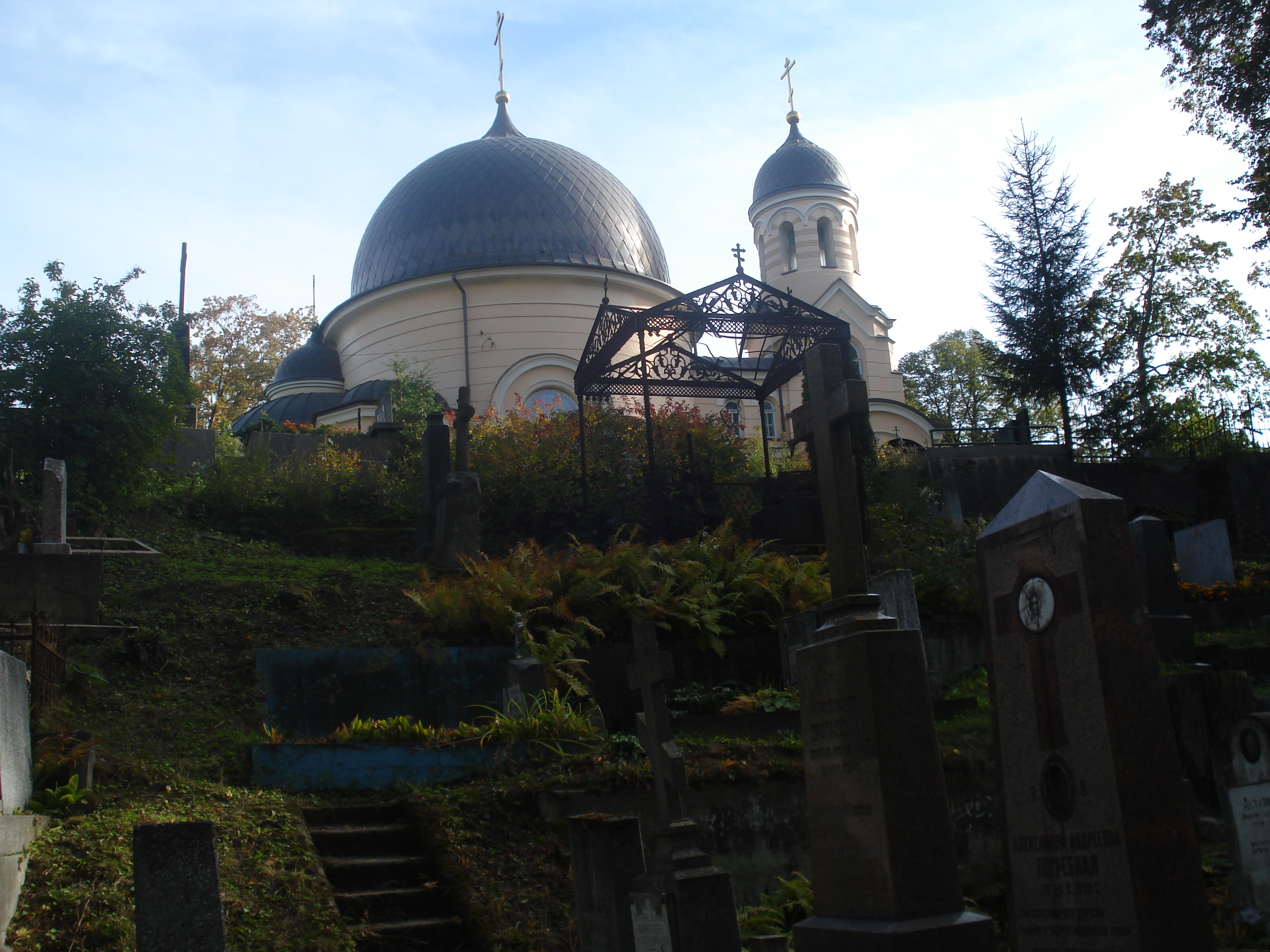
Widok cmentarza z cerkwią św. Eufrozyny Połockiej

Cmentarz prawosławny w Wilnie – zabytkowa nekropolia położona na Lipówce w Wilnie. 
Cmentarz usytuowany jest między ulicami Liepkalnio, Dzūkų i Tyzenhauzų. Powstał w 1796, gdy po III rozbiorze Rzeczypospolitej władze guberni litewskiej wydzieliły teren pod jego budowę. Pierwsze pochówki na cmentarzu miały miejsce w 1815. Po powstaniu listopadowym teren nekropolii ogrodzono drewnianym płotem oraz wzniesiono cerkiew pod wezwaniem św. Eufrozyny (1838). 
Po stłumieniu powstania styczniowego władze kraju północno-zachodniego z gubernatorem Murawiowem na czele zadecydowały o budowie mauzoleum na cześć poległych w walkach z powstańcami (kaplica św. Jerzego). W 1880 powiększono obszar cmentarza w kierunku zachodnim. 
Na terenie nekropolii pochowane są znane postaci zasłużone dla Wilna, m.in. wykładowca Uniwersytetu Wileńskiego Paweł Kukolnik, malarz Iwan Trutniew, redaktor naczelny „Czerwonego Sztandaru” Leonid Romanowicz, Jakiw Hołowacki (Jakow Głowacki), Aleksander Żyrkiewicz oraz ostatni dyrektor gimnazjum białoruskiego w Nowogródku Iwan Ciechanowski.
Znacjonalizowany w 1948, obecnie cmentarz znajduje się we władaniu parafii prawosławnej św. Eufrozyny w Wilnie. W 1997 na terenie nekropolii dokonano z inicjatywy Federacji Rosyjskiej upamiętnienia ofiar faszyzmu z lat 1941–1944.